# Gordana Sent Aroman
Gordana Sent Aroman (fr. Gordana Saint Arroman, rođena Nikolić; Beograd, 9. decembar 1936) srpska je slikarka.

## Biografija
Potiče iz porodice intelektualaca, i još u ranoj mladosti otkriva sklonost ka antičkoj kulturi, umetnosti i arhitekturi. Završila je Arhitektonski fakultet Univerziteta u Beogradu 1960. godine. Nakon dve godine rada u struci, napušta Balkan i odlazi u Pariz, Francuska, gde 1969. godine stiče svoju drugu arhitektonsku diplomu, Arhitecte DPLG (fr. Architecte diplômé par le gouvernement) na Visokoj Nacionalnoj Superiornoj Školi Lepih Umetnosti (fr. École nationale supérieure des beaux-arts - l'ENSBA).
Na l'ENSBA, gde joj je jedan od profesora bio skulptor Pol Belmondo (fr. Paul Belmondo), ona nastavlja i svoje usavršavanje slikarstva, započeto u Beogradu pod nadzorom srpskog slikara nadrealiste Milića od Mačve.
Udala se 1975. godine za uglednog francuskog arhitektu Žan Sent Aromana (fr. Jean Saint Arroman), profesora arhitekture i mentora ateljea na l'ENSBA.

### Arhitektura
Od 1962. do 1979. godine radi u arhitekturi i urbanizmu. Duži niz godina je sarađivala sa arhitektom Gij Nikotom (fr. Guy Nicot), članom akademije arhitekture i odgovornim za istorijske spomenike izuzetne vrednosti. Sarađivala je, između ostalog, na projektima zaštite, konzervacije i očuvanja istorijske vrednosti na objektima kao što su Jelisejska palata, Palata Luvr i Palata Tuileries u Parizu, kao i na zaštićenim istorijskim kvartovima predviđenim za restauraciju u cilju isticanja njihovih vrednosti i lepote u gradovima Šartr i Dižon.
Takođe sarađuje sa krugom avangardnih arhitekata, kome je pripadao i njen suprug Žan Sent Aroman, nekadašnji saradnik arhitekte Le Korbizjea.
Od 1992. godine, Gordana Sent Aroman je član Udruženja Arhitekata Patrimoine sans frontières.

### Rad na univerzitetu
Gordana Sent Aroman 1979. godine završava specijalizaciju na Visokim Studijama Istorije i Konzervacije Istorijskih Spomenika. Kao magistar arhitekture i arhitekta nacionalnih istorijskih spomenika, ona 1980. godine postaje profesor istorije arhitekture na l'ENSBA. Na ovoj poziciji je radila do 1996. godine.

## Slikarstvo
Od detinjstva, Gordana Sent Aroman razvija veliku strast ka slikarstvu. Tokom svoje karijere i profesorskog rada, Gordana je vremenom uspela da spoji teorijski rad na arhitekturi sa onim što će vremenom prerasti u najvažniju delatnost njenog životnog ostvarenja — slikarstvo.

### Tematika i stil
Na njenim slikama se prepliću nadrealizam, simbolizam i misticizam. Uprkos voljnom prisustvu dva antipoda — dobra i zla, optimistička tendencija je uvek prisutna i ona je konačno najjača impresija kojom odišu njene slike, uvek usmerene budućnosti.
Specifičnost tematike na Gordaninim slikama je "Žena". Poput svetionika na njenim delima, Žena je za Gordanu simbol majke čovečanstva. Razmišljanjem istoričara, ona kroz svoje slike pune svetlosti otkriva ulogu Žene kroz vekove evolutivnog postojanja.

### Tehnika
Gordana Sent Aroman je izvrstan crtač, i sa tim darom ona impresivno izražava svoj ciklus Zodijačkih znakova. Međutim, jezgro njene slikarske delatnosti su dela na platnu ili na drvetu, uglavnom izvedena uljanim bojama. Gordana povremeno koristi mešovitu tehniku, kao i boje u kojima je kao pigment drago kamenje (fr. les Pierre précieuse).

### Ciklusi
Gordanina dela, prepoznatljiva po stilu, mogu se svrstati u više ciklusa.
- Kult majke
- Uticaj grada na život čovečanstva
- Istorija, mitologija i mistika
- Mrtva priroda
- Neobjašnjiva lepota
- Čovek i kosmos

### Nagrade
| Godina      | Nagrada |
| ----------- | --- |
| 1986.-1987. | Mention spéciale du salon Violet, Pariz, Francuska                                                                   |
| 1987.       | Medalja grada Pariza na "Salonu Violet" za nadrealisticko slikarstvo, Pariz, Francuska                               |
| 1988.       | Zlatna medalja za fantazmagoricno slikarstvo, l'association pour le respect de l'Art, zamak Veauce, Francuska        |
| 1991.       | Prva nagrada, Lions Club International, Pariz, Francuska Nagrada publike, Lions Club International, Pariz, Francuska |

### Izložbe
Slike počinje da izlaže krajem 70-tih godina u Parizu i drugim zemljama Zapadne Evrope. Tokom svoje karijere, njene slike su bile izložene u više od 30 salona u Francuskoj, Engleskoj i Švajcarskoj.
| Godina      | Galerija |
| ----------- | --- |
| 1979.-1984. | Ligne et couleur - Palais du Sénat, Pariz |
| 1981.-1987. | Salon d'Automne - National des Beaux Arts - Des Artistes Français |
| 1982.       | Galerija Entremonde, Pariz |
| 1983.-1986. | Galerija Vendôme, Rive gauche, Pariz |
| 1985.       | Karađorđev muzej, Topola, Srbija |
| 1984.-1990. | Galerija Katia Granoff, Pariz |
| 1986.-1990  | Salon Violet, Pariz Chaville Rueil Malmaison Académie des Beaux Arts de Lys |
| 1988.       | Château de Veauce, samostalna izložba |
| 1990.-1992. | Salon d'Art Contemporain - La Garenne Colombe, samostalna izložba |
| 1990.       | Narodni muzej, Beograd, Srbija |
| 1991.       | Lions Club International |
| 1992.-1993. | Espace Hausermann, samostalna izložba, Ženeva, Švajcarska |
| 1994.-1995. | Atelier Jean Torrens, samostalna izložba, Pariz |
| 1997.       | Société Générale, Agence Centrale, Pariz, samostalna izložba |
| 1999.       | Galerija Mailletz, Pariz, samostalna izložba |
| 2000.       | Сосијете женерал (Société Générale, Agence Centrale), Pariz, samostalna izložba |
| 2001.       | Kulturni centar Maison Blanche, Šatijon (Gornja Sena), Francuska |
| 2003.       | Kulturni centar Maison Blanche, Šatijon (Gornja Sena), Francuska |
| 2005.       | Six femmes dans l’art, Sedište UNESCO, Pariz, Francuska |
| 2007.       | DECOREX, Chelsea Londres, London, Velika Britanija Salon d'Arts Plastiques, Kulturni centar Maison Blanche, Šatijon (Gornja Sena), Francuska Okeanografski institut, fondacija Alberta prvog od Monaka, Pariz, Francuska |

## Spoljašnje veze
- Gordana Saint Arroman Архивирано на веб-сајту  (7. март 2016) — Zvanični sajt